# Brachythecium umbilicatum
Brachythecium umbilicatum är en bladmossart som beskrevs av Juratzka och Carl August Julius Milde 1870. Brachythecium umbilicatum ingår i släktet gräsmossor, och familjen Brachytheciaceae. Inga underarter finns listade i Catalogue of Life.